# Luc Trullemans
 (septembre 2024).
 (septembre 2024).
La mise en forme du texte ne suit pas les recommandations de Wikipédia : il faut le « wikifier ».
Les points d'amélioration suivants sont les cas les plus fréquents. Le détail des points à revoir est peut-être précisé sur la page de discussion.
- Les titres sont pré-formatés par le logiciel. Ils ne sont ni en capitales, ni en gras.
- Le texte ne doit pas être écrit en capitales (les noms de famille non plus), ni en gras, ni en italique, ni en « petit »…
- Le gras n'est utilisé que pour surligner le titre de l'article dans l'introduction, une seule fois.
- L'italique est rarement utilisé : mots en langue étrangère, titres d'œuvres, noms de bateaux, etc.
- Les citations ne sont pas en italique mais en corps de texte normal. Elles sont entourées par des guillemets français : « et ».
- Les listes à puces sont à éviter, des paragraphes rédigés étant largement préférés. Les tableaux sont à réserver à la présentation de données structurées (résultats, etc.).
- Les appels de note de bas de page (petits chiffres en exposant, introduits par l'outil «  Source ») sont à placer entre la fin de phrase et le point final[comme ça].
- Les liens internes (vers d'autres articles de Wikipédia) sont à choisir avec parcimonie. Créez des liens vers des articles approfondissant le sujet. Les termes génériques sans rapport avec le sujet sont à éviter, ainsi que les répétitions de liens vers un même terme.
- Les liens externes sont à placer uniquement dans une section « Liens externes », à la fin de l'article. Ces liens sont à choisir avec parcimonie suivant les règles définies. Si un lien sert de source à l'article, son insertion dans le texte est à faire par les notes de bas de page.
- La présentation des références doit suivre les conventions bibliographiques. Il est recommandé d'utiliser les modèles {{Ouvrage}}, {{Chapitre}}, {{Article}}, {{Lien web}} et/ou {{Bibliographie}}. Le mode d'édition visuel peut mettre en forme automatiquement les références.
- Insérer une infobox (cadre d'informations à droite) n'est pas obligatoire pour parachever la mise en page.

Pour une aide détaillée, merci de consulter Aide:Wikification.
Si vous pensez que ces points ont été résolus, vous pouvez retirer ce bandeau et améliorer la mise en forme d'un autre article.
Luc Trullemans est un météorologue belge, né à Hal en 1952.
Il a une activité de routage météorologique pour des équipes aéronautiques en ballon ou des navigateurs de renom.

## Biographie

### Études et débuts professionnels
Après avoir été scolarisé à Hal, Anderlecht et Nivelles, Luc Trullemans entame une candidature en physique à l'université libre de Bruxelles. 
Il interrompt ses études après 2 ans : il n'y a pas d'option météorologie, domaine qui l'intéresse ; il décide de faire son service militaire. Il est admis dans le service météo de la composante air de l'armée belge : il suit un cours de prévisionniste en météo et obtient son certificat.
En 1974, il est engagé comme observateur météorologique à l'Institut royal météorologique de Belgique (IRM) à Bruxelles. Il est ensuite affecté à une nouvelle section qui travaille à l'élaboration de prévisions de la pollution atmosphérique en Belgique. 
Dès 1978, il est intéressé par l’essor de l’activité aérostatique en Belgique et devient membre du Belgian Balloon Club en 1980. Avec ses amis aéronautes, il effectuera des ascensions en montgolfières pour observer divers phénomènes atmosphériques. Il sera le responsable météo des nombreux meetings, championnats et records de ce club, menant ses membres au succès dans leurs expériences aériennes et exploits sportifs. 
Il met au point un logiciel qui permet de prévoir la trajectoire d'une particule d'air et donc d'un ballon. 
Le 3 mai 1986, il observe un nuage non conventionnel dans le ciel correspondant au panache de la catastrophe de Tchernobyl annoncée par les Soviétiques le 28 avril 1986. Il utilise un modèle de dispersion atmosphèrique, essaie d'en déterminer la provenance, et la situe dans la région de Kiev.

### Bulletin météo
En septembre 1994, parallèlement à son travail à l'IRM, Luc Trullemans intègre RTL-TVI / Bel RTL pour présenter le bulletin météo[réf. nécessaire]. Il en sera licencié le 29 avril 2013. Il fut par ailleurs contacté par Évelyne Dhéliat pour remplacer Alain Gillot-Pétré sur TF1, ainsi que par CNN pour présenter le bulletin météo en Europe.

### Routage météorologique
- 1990 : Kilimandjaro (Tanzanie-Kenya). Routeur météo de l'équipe aéronautique (Verstraeten) qui a survolé pour la première fois en montgolfière le cratère du Kilimanjaro en Tanzanie (décembre 1990).
- 1992 : La trabsatlantique avec Chrysler 1. Routeur météo de l'équipe (Verstraeten-Piccard) qui a gagné la première (et jusqu'à présent encore l'unique) course transatlantique en ballon rozière (Bangor, USA - Peque, Espagne en septembre 1992)
- 1997-1999 : Le tour du monde avec Breitling orbiter.
  - Routeur météo du Breitling Orbiter 1 (Verstraeten-Piccard, janvier 1997) (Château-d'Œx, Suisse - Méditerranée)
  - Routeur météo du Breitling Orbiter 2 (Piccard-Verstraeten-Elson, janvier 1998) battant le record de durée en vol de l'époque (Château-d'Œx, Suisse - Myanmar en 9 jours)
  - Routeur météo du Breitling Orbiter 3 (Piccard-Jones, mars 1999) ayant enfin réussi le premier tour du monde en ballon rozière sans escale. Détenant également le record absolu de durée en vol de tout aéronef confondu. (Château-d'Œx, Suisse - Dakkla, Égypte, après un tour complet en 20 jours et 19 heures). Ce fut la dix-huitième tentative dans le monde.
- 2000 : Pôle Nord avec le Britannic. Routeur  météo du  Britannic (mai-juin 2000), ballon Rozière, avec à son bord l'alpiniste/pilote anglais David Hempleman qui, au départ du Svalbard (Spitzberg), a  survolé en 136h l'Océan et le plateau arctique en se rapprochant de 20,6 km du pôle Nord géographique dans une nacelle en osier ouverte avant de revenir sur la banquise au nord du Spitzberg.
  - La Transatlantique avec Région Lorraine. Routeur météo du ballon rozière Région Lorraine qui assura la première traversée française (Lajoye-Houver) de l'Atlantique nord en 146 heures (septembre 2000)).
- 2001 : Record transatlantique avec le Maxi catamaran Playstation. Routeur météo du voilier, le catamaran Playstation avec comme skipper Steve Fossett, pulvérisant le record absolu de la traversée de l’Atlantique en 4 j 17 h 28 min (octobre 2001).
  - Record du tour de l'île de Wight avec le Playstation. Routeur météo du voilier Playstation (Steve Fossett) battant le record absolu du tour de l’ile de Wight en 2 h 33 min 55 s (9 novembre 2001).
  - Record de la traversée de la Manche avec le Playstation. Routeur météo du Playstation (Steve Fossett) battant le record absolu de la traversée de la partie la plus large de la Manche (Cowes-Saint-Malo) en 6 h 21 min 44 s (10 décembre 2001).
- 2002 : Records de distance Belge et Français en montgolfière. Routeur météo de la montgolfière belge (pilotes: Simeons Benoit-Simonson Walter) pulvérisant le record de distance belge : de 280 km vers 502,3 km en 9h18 (Saint-Hubert vers Haut Plessis, Bretagne, le 16 février 2002). Une deuxième montgolfière, avec comme pilotes les frères LEYS de la région de Lille, a volé en "tandem" avec la montgolfière belge et a battu de ce fait le même jour le record de France avec un vol de 448,4 km en 8h24.
  - Mars : Record à la voile : Cowes (île de Wight)- Fasnet (sud Irlande)-Plymouth. Routeur météo du maxi catamaran Playstation, avec skipper Steve Fossett, battant de  plus de 5 heures le record de Loïck Peyron avec Fujicolor 2 (1999) en couvrant les 605 milles nautiques en 35 h 17 min 14 s.
  - Juin : Vol en ballon autour du monde dans l’hémisphère sud. Routeur météo du vol en solitaire avec ballon Rozière (le Spirit of Freedom) et capsule non pressurisée autour du globe (hémisphère sud : avec départ et arrivée en Australie) avec Steve Fossett (USA).
- 2003 (septembre) : Coupe aéronautique Gordon Bennett avec Le Petit Prince. Routeur météo du ballon à gaz Le petit Prince (Jean François et Vincent Leys qui regagna pour la troisième fois et définitivement la Coupe Gordon Bennett, au départ d'Arc-et-Senans avec nouvel atterrissage dans le sud de l’Algarve.
- 2002-2003-2004 : trois victoires successives dans l'America’s Challenge. Routeur de Richard Abruzzo (USA) dans ce championnat d’Amérique de ballon à gaz, à Albuquerque.
- 2005 (février-mai) : routage météo de Maud Fontenoy qui relie à la rame Lima (Pérou) à Tahiti (Polynésie).
  - septembre : Coupe Gordon Bennett. Routeur météo du ballon à gaz piloté par Benoit Simeons et Bob Berben qui gagnent pour la première fois la  Coupe Gordon Bennett, au départ de Albuquerque avec atterrissage en Terre-Neuve après un vol record de 3 425 km.
- 2007 (juillet) : Toshiba Transatlantic Challenge. Routage d’un ballon gonflé à l’hélium de 1000 m3 au-dessus de l’Atlantique avec comme pilote David Hempleman Adams et établissant un nouveau record du monde de ce type de ballon : 4 370 km, ancien record = 3 425 km.
- 1999-2008 : Sept victoires en Coupe Gordon Bennett. Sept victoires sur neuf dans le routage de quatre équipes différentes (F, USA, B, UK)) dans la Gordon Bennett (championnat du monde de ballons à gaz).
- 2009 : Routage et sécurité du raid Earthchallenge. Raid record de 4 ULM belges de Sydney vers Bruxelles.
- 2010 : Routage du vol français en ballon Rozière au-dessus de l'Océan Arctique. Avril 2010 : après un décollage au Spitzberg, un atterrissage en Yakoutie (Sibérie), 121h30 de vol et 3 130 km parcourus, Jean-Louis Étienne réussit la première traversée de l'Océan Arctique en ballon, qui plus est en solitaire.
  - Après l'exploit de traversée en ballon de l'Océan Arctique[8],[9] par Jean-Louis Étienne, il annonce en juillet 2010 qu'il cherche des candidats désireux de tenter la traversée de l'Antarctique afin d'assister leur routage et d'en apprendre plus sur la connaissance des vents du continent.
  - Vol de 26 heures non-stop du prototype HB-SIA (Solar Impulse). Support météorologique de  plusieurs vols d'essais à Payerne (CH) et du vol record le 8 juillet  2011  de 26 heures au-dessus de la Suisse. Il a également routé le premier vol international de l'avion solaire Solar Impulse entre Payerne (Suisse) et Bruxelles, le 13 mai 2011. Il est retenu pour router son second vol, le 11 juin 2011, entre Bruxelles et Paris-Le Bourget[10].

En 2013, il a routé le Solar Impulse d'ouest en Est sur les États-Unis et a gagné pour la 8e fois en tant que routeur la Coupe Gordon Bennett avec l'équipage France 1 avec comme pilotes, Vincent Leys et Christophe Houver.

### Polémiques et engagements politiques
Le 26 avril 2013, Luc Trullemans est suspendu de ses fonctions à RTL-TVI / Bel RTL, pour avoir publié sur Facebook un texte adressé à la communauté musulmane de Belgique et jugé raciste par la direction de la chaîne. 
Il justifie cette publication par un incident sur la route dont il affirme avoir été victime. Sa direction soutient qu'il en aurait été l'initiateur, et le licencie le 29 avril 2013,, remplacé par David Dehenauw. Son avocat, l'homme politique Mischaël Modrikamen, dépose une plainte contre RTL-TVI / Bel RTL pour rupture de contrat devant le Tribunal de commerce de Bruxelles, réclamant 550 000 euros de dommages et intérêts. RTL Belgium sera condamné à un euro symbolique de dommages et intérêts, le 30 décembre 2013.
Pour les mêmes raisons, le 30 avril 2013, une procédure disciplinaire est ordonnée à son encontre au sein de l'Institut royal météorologique de Belgique par le secrétaire général de la Politique scientifique fédérale. Après des regrets exprimés par Luc Trullemans, cette procédure se soldera par une sanction disciplinaire consistant en une retenue partielle de salaire durant un mois.
Le 24 juin 2013, le Mouvement contre le racisme, l’antisémitisme et la xénophobie (MRAX) dépose plainte contre Luc Trullemans pour incitation à la haine,. Cette plainte est classée sans suite.
Le 12 juin 2013, Luc Trullemans publie un message sur Facebook, plaidant pour la peine de mort « pour les meurtriers et les violeurs d’enfants […] pour les cas où nous sommes sûr à 200 % »,.
Le 20 novembre 2013, il annonce son engagement en politique dans le Parti Populaire, parti d'extrême droite dirigé par son avocat Mischaël Modrikamen. Il sera tête de liste aux élections européennes de 2014. Luc Trullemans affirme que cette décision trouve ses racines dans les « injustices » du « politiquement correct » dont il aurait été victime à la suite de son « coup de gueule sur facebook » d'avril 2013. Sa priorité est de « limiter l'immigration », mais aussi « réduire les taxes qui frappent injustement notre travail, réduire les dépenses publiques injustifiées, rétablir la sécurité » et « défendre la liberté d'expression »,. 
Début juin 2016, il annonce son départ du Parti Populaire, expliquant qu'il n'est pas fait pour la politique.
Le 22 décembre 2013, Luc Trullemans publie sur l'un de ses nombreux comptes Facebook Lettre aux Arabes, un nouveau texte polémique adressé à la communauté maghrébine de Belgique. À la suite de cette publication considèrée comme raciste, le secrétaire général de la Politique scientifique fédérale réagit le 24 décembre 2013 : il annonce avoir saisi les avocats de l'Institut royal météorologique de Belgique quant à d'éventuelles nouvelles sanctions. Le même jour, Facebook supprime le compte qui a publié ce texte pour infraction à sa Déclaration des droits et responsabilités, malgré l'engagement écrit pris par Luc Trullemans de veiller dorénavant « à ce que mon/mes profil(s) restent exempts d'extrémisme et de racisme ». 
Si Luc Trullemans regrette que son humour de grand blagueur ait été mal interprété, le journal Le Peuple, organe de presse de son parti politique, le présente comme victime d'une stigmatisation orchestrée par une meute, une élite au sommet de sa tour d'ivoire, lui qui n'a fait qu'exposer des réalités.
Luc Trullemans se définit comme climatosceptique en 2016. En 2019, il précise qu'il n'est pas climatosceptique mais qu'il se définit comme climato-réaliste.

## Prix
- 1999 : Forum international de la météorologie à Québec : prix des scientifiques
- Fédération aéronautique internationale : médaille du centenaire[réf. nécessaire].
- 2004 : Commandeur de l'ordre de Léopold